# Pokłon Trzech Króli (obraz Leonarda da Vinci)

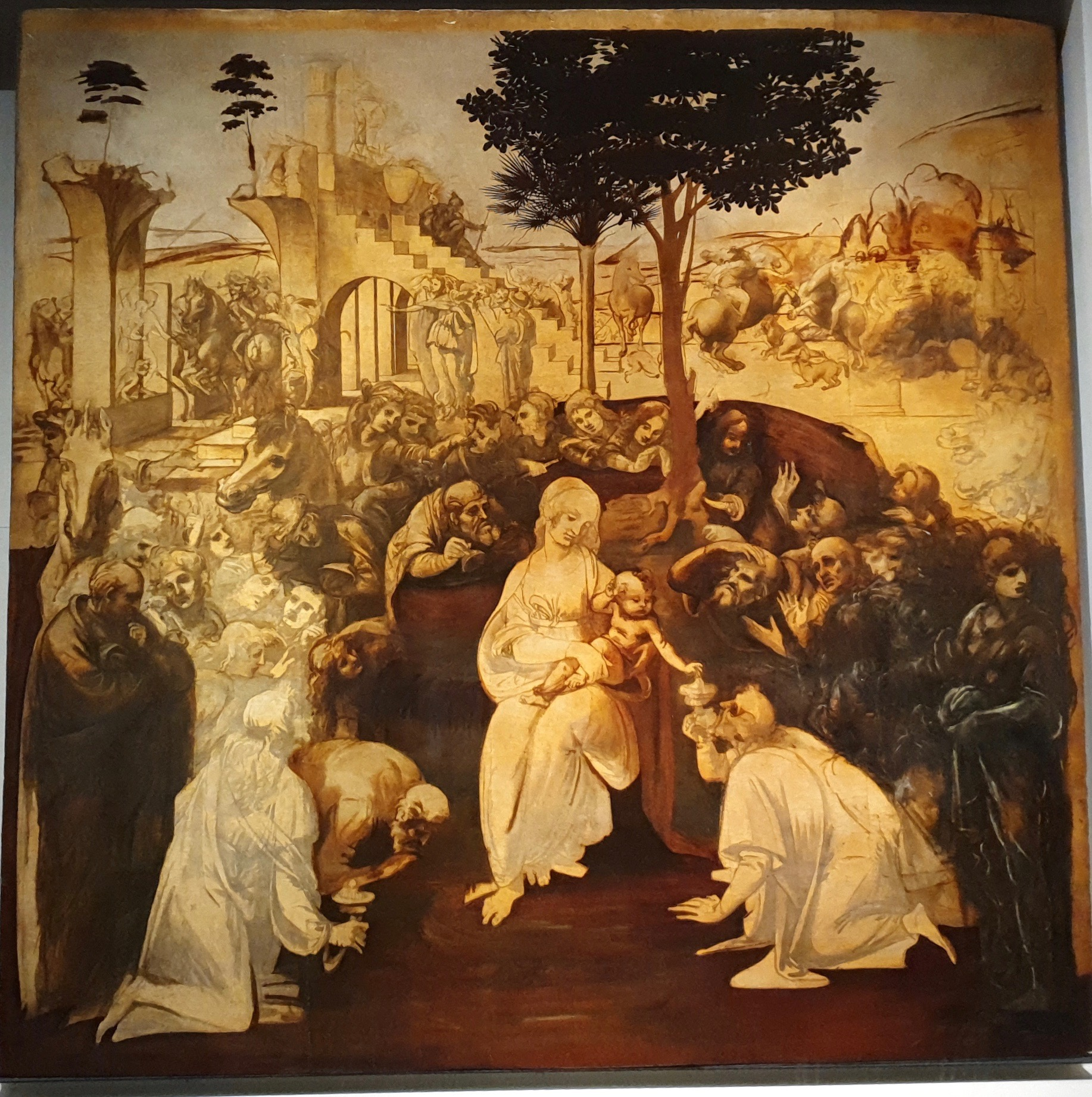
Pokłon Trzech Króli po renowacji przeprowadzonej w latach 2012–2017

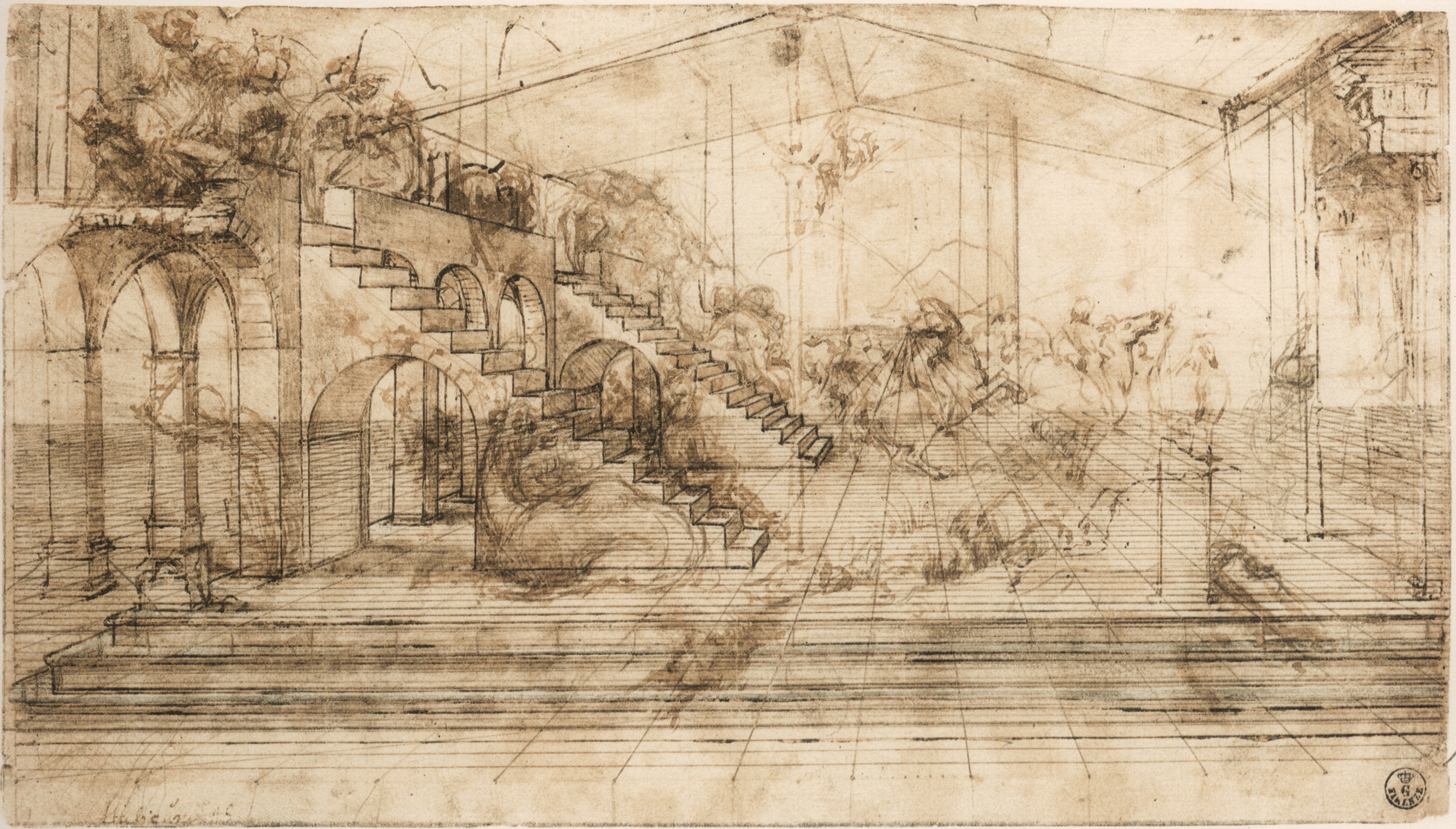
Studium perspektywy do tła w Pokłonie Trzech Króli

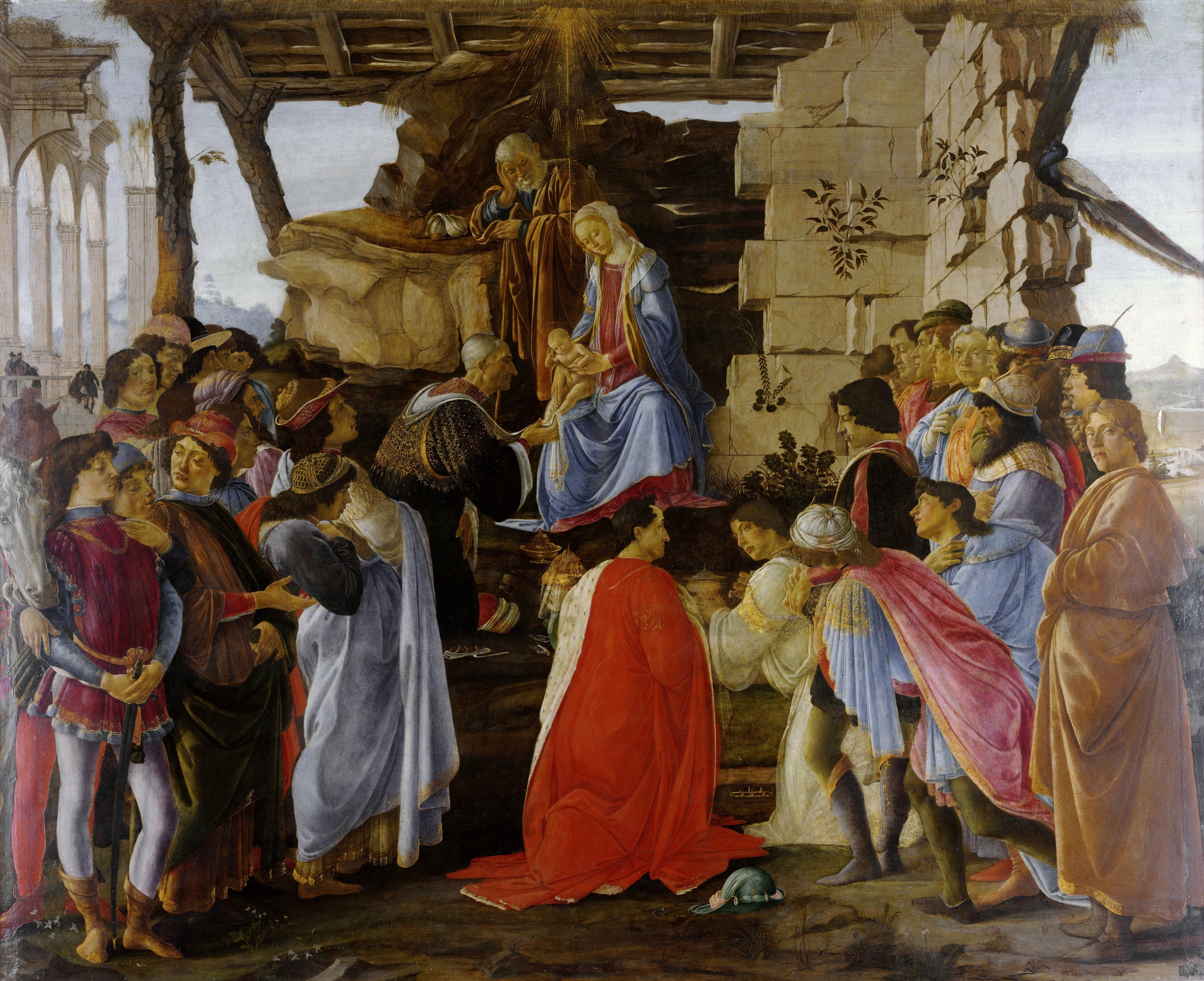
Pokłon Trzech Króli Botticellego

Pokłon Trzech Króli (również Hołd Trzech Króli, wł. Adorazione dei Magi) – nieukończony obraz namalowany przez Leonarda da Vinci tworzony w latach 1481–1482, znajdujący się w zbiorach Galerii Uffizi we Florencji. Pokłon Trzech Króli jest jednym z najlepiej zbadanych obrazów Leonarda.

## Opis
Jest to największy obraz sztalugowy namalowany przez Leonarda da Vinci. Wymiary obrazu wynoszą 246 × 243 cm. Kompozycja została naniesiona na tablicy stworzonej przez uczniów Leonarda z dziesięciu desek topolowych o złej jakości. Liczne szczegóły zostały ledwo naniesione. Obraz namalowano sadzą lampową i bielą ołowianą, w spoiwie klejowym. Na obrazie widać również brązowe przemalowania, które prawdopodobnie naniósł inny artysta. Złotawobrązowa kolorystyka powstała w wyniku przebarwień kolejnych warstw werniksu.
Obraz przedstawia przybycie Trzech Króli, chcących złożyć hołd Jezusowi. Obraz ukazuje moment, na którym drugi z królów (prawdopodobnie Baltazar) wręcza kadzidło, symbolizujące Eucharystię. Znajdujący się po lewej stronie Kacper kłania się nisko. Melchiorem jest prawdopodobnie postać z uniesioną głową, klęcząca z lewej strony.
Leonardo malując obraz zdecydował się odejść od przedstawienia postaci w formie procesji, prezentując je harmonijnie, w półkolistej symfonii. Na obrazie znajduje się sześćdziesiąt postaci ludzkich i siedemnaście zwierzęcych. Wszystkie są ukazane w ruchu. Część postaci jest podekscytowanych, inne pytają się wzajemnie lub wskazują w górę, być może na Gwiazdę Betlejemską. W centrum znajduje się Maria trzymająca na kolanach Dzieciątko. Część postaci stanowi świta króli.
W przeciwieństwie do innych Pokłonów Trzeci Króli, na obrazie Leonarda nie jest wyraźnie zaznaczony Józef z Nazaretu. Może nim być brodaty mężczyzna w grupie po prawej, unoszący w zdumieniu dłoń do czoła lub też zamyśloną postacią znajdującą się w samym krańcu obrazu po lewej, przypatrującej się innym postaciom z boku. Zdaniem Charlesa Nicholla Leonardo celowo nie zaznaczył wyraźnie św. Józefa, który świadomie został przez malarza wykluczony ze Świętej Rodziny.
W środku obrazu znajduje się drzewo. Jego korzenie ześlizgują się w dół, by dotknąć głowy Dzieciątka. Scena ta nawiązuje do proroctwa z Księgi Izajasza: II wyrośnie różdżka z pnia Jessego, wypuści się odrośl z jego korzeni (Iz 11,1). Drzewo przywodzi na myśl również ród Medyceuszy, ukazanej emblematycznie przez Leonarda w postaci odciętego drzewa wypuszczającego pędy. Historycy widzieli na obrazie drzewo oliwne (Dmitrij Mereżkowski), wawrzyn (Gerolamo Calvi), szarańczyn strąkowy (Carlo Pedretti), orzech (Carlo Vecci). Botanik Paolo Grossoni orzekł, że Leonardo namalował jesion mannowy lub pistację terpentynową. Obok tego drzewa porasta inna roślina, określana w źródłach jako karłatka niska, symbolizująca symbol męki Chrystusa oraz zwycięstwa i zmartwychwstania lub cnotę (jak na Portrecie Ginevry Benci). Przyjmując że roślina ta stanowi karłatkę, Leonardo namalował niewłaściwy pień.
W prawym górnym rogu widoczne są dwa konie wspięte na tylnych nogach. Wyglądają tak, jakby ich jeźdźcy toczyli między sobą walkę. Motyw ten może nawiązywać do średniowiecznej legendy, zgodnie z którą Trzej Królowie byli początkowo wrogami, po czym zawarli pokój po spotkaniu Jezusa.
Porozbijane formy architektoniczne stanowią aluzję do zrujnowanego „domu Dawida”, który odrodzi na nowo przyjście Jezusa na świat. Schody są odbudowywane przez robotników. Na schodach świątyni ma odrodzić się Miasto Boże. Kształty budynków są związane z Florencją: łuki i kolumny przypominają prezbiterium San Miniato del Monte, będącego po baptysterium najstarszym kościołem w mieście. Wcześniej błędnie sądzono, że Leonardo uwiecznił na obrazie schody z willi Medyceuszy w Poggio a Caiano, zbudowane po 1489 roku. Na oryginalnym szkice znalazł się tłuczeń kamienny. Jest on ukryty pod widoczną obecnie przemalowaną warstwą, można go dostrzec dopiero po zastosowaniu reflektografii.
Wysoka postać w długim płaszczu, znajdująca się przy prawym brzegu jest prawdopodobnie wyidealizowanym autoportretem Leonarda w wieku około dwudziestu dziewięciu lat. Postać została ukazana jako komentator. Umieszczanie autoportretów na obrazie było przyjętym zwyczajem wśród artystów żyjących w latach 80. XV wieku. Twarz z Pokłonu przypomina twarz Dawida Andrei del Verrocchia. Ponadto w Luwrze znajdują się rysunki mogąc stanowić studium do komentatora. W Luwrze znajdują się również szkice architektoniczne i perspektywiczne stanowiące studium do Pokłonu. Inne szkice przygotowawcze znajdują się w Galerii Uffizi we Florencji, a także w kolekcjach w: Wenecji, Kolonii, Hamburgu (Hamburger Kunsthalle), Londynie, Windsorze, Bayonne oraz w Stanach Zjednoczonych. Na podstawie szkiców pojawiła się hipoteza, że początkowo Leonardo chciał przedstawić scenę hołdu złożonemu Dzieciątku przez pasterzy z Betlejem.
Malując Pokłon Trzech Króli Leonardo wzorował się na innych dziełach przedstawiających tę scenę biblijną: fresku pt. Pochód Trzech Króli Benozza Gozzolego w Pałacu Medyceuszy oraz obrazowi Sandro Botticellego w kościele Santa Maria Novella. Leonardo prawdopodobnie widział na własne oczy obraz Botticellego. W notatkach wyraził krytyczne stanowisko o talencie Botticellego. Określił krajobraz jako nudny, uznał, że anioł gestykuluje tak, jakby pragnął przepędzić Maryję z komnaty, sama Maryja miała wyglądać na zrozpaczoną. Pomimo krytyki Leonardo wykorzystał niektóre pomysły z obrazu Botticellego.
Obraz jest w złym stanie. Gruba brązowa patyna w ciemniejszych obszarach powstała w wyniku osadzenia się mieszanek kleju, oleju i żywic pochodzących z poprzednich werniksów.

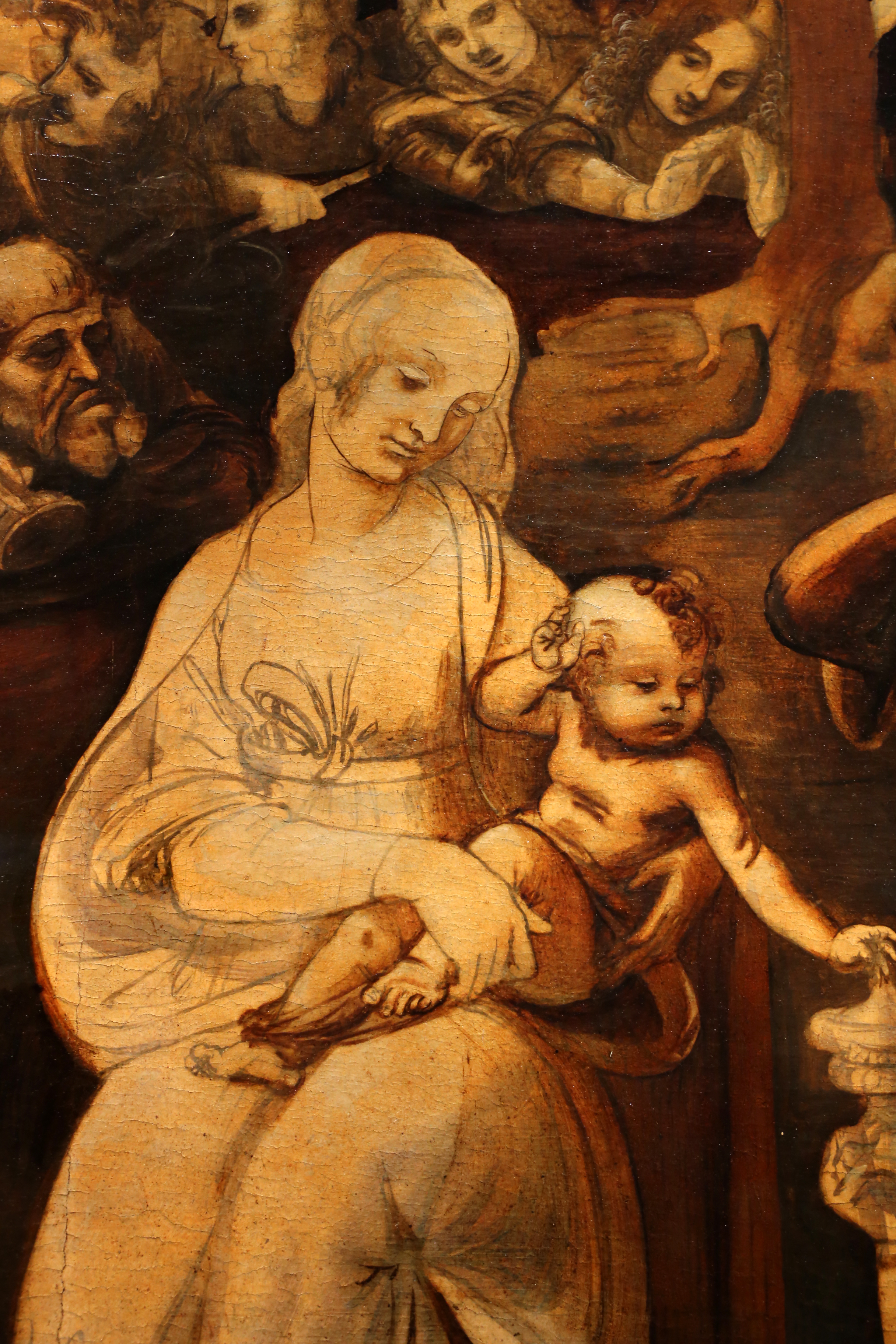
Maryja z Dzieciątkiem
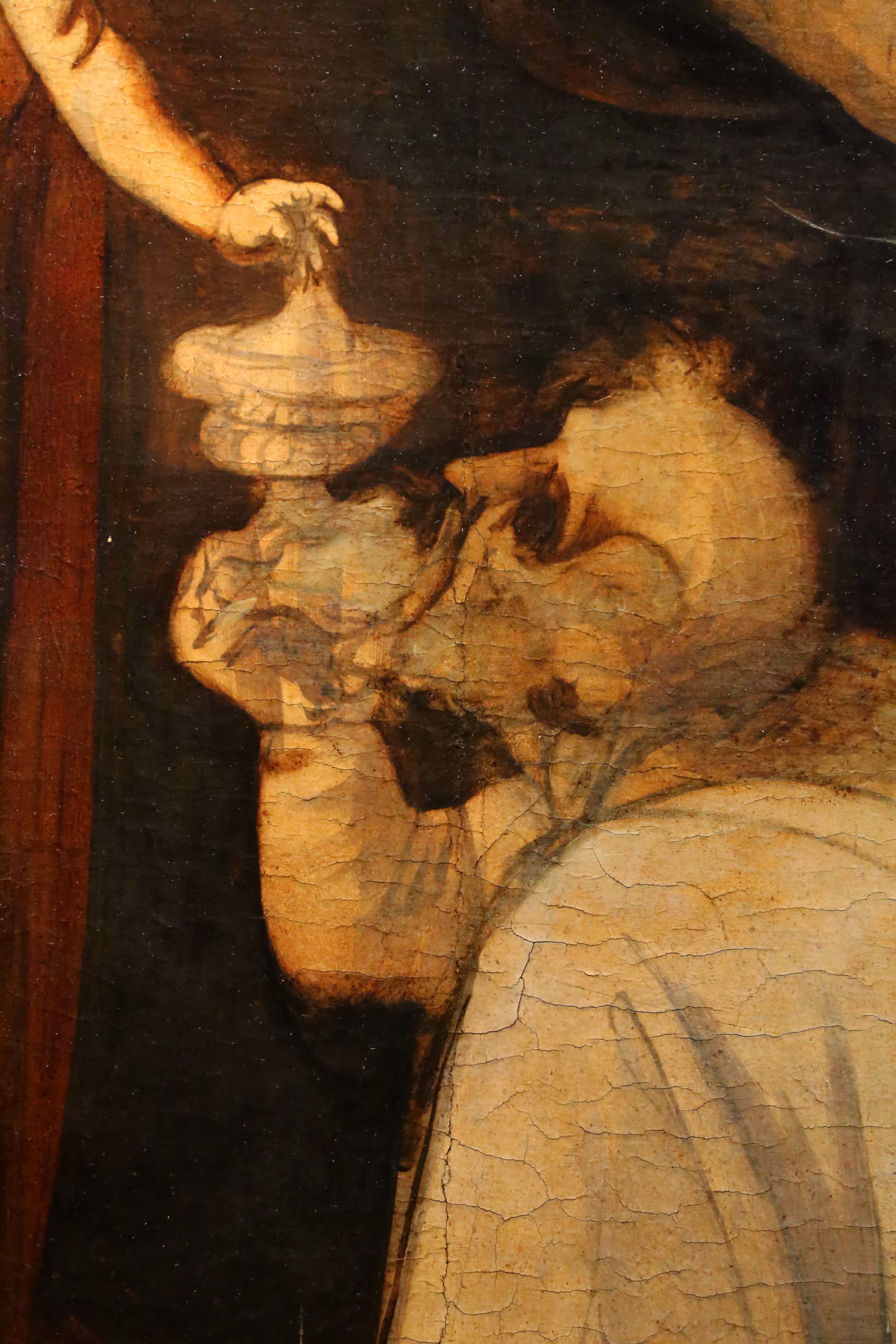
Jeden z Trzech Króli, prawdopodobnie Baltazar
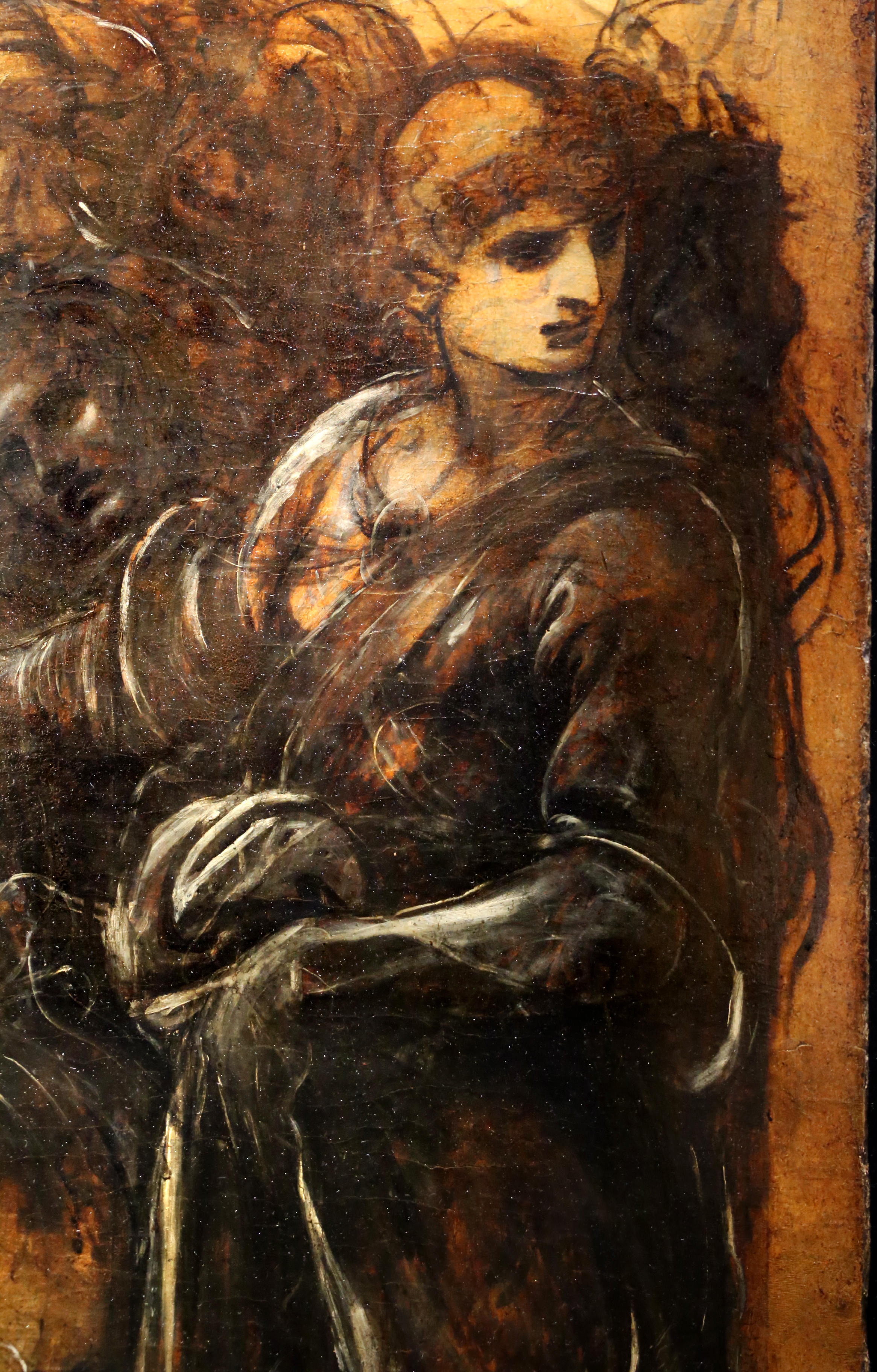
tzw. komentator, prawdopodobnie autoportret Leonarda da Vinci
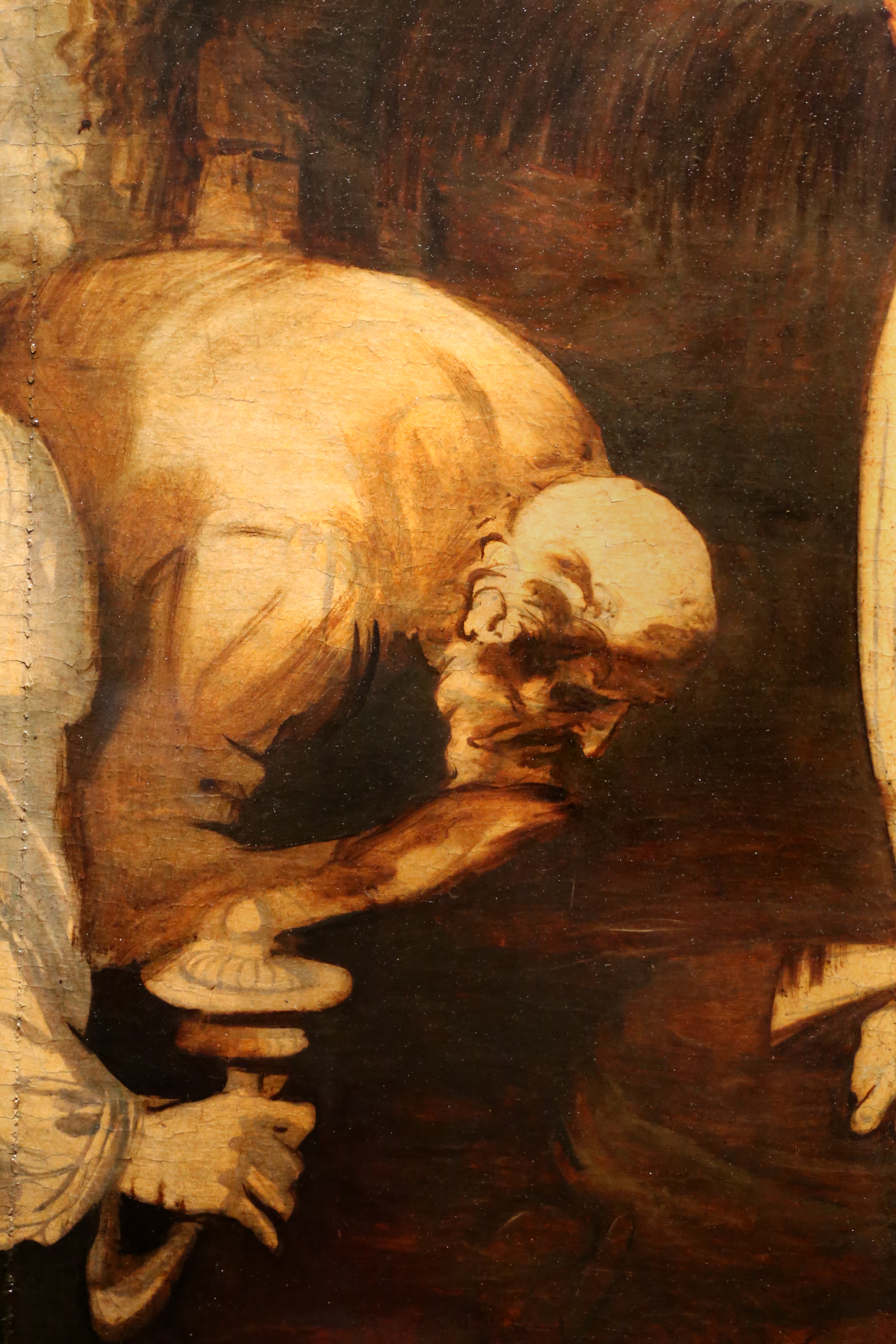
Jeden z Trzech Króli, prawdopodobnie Kacper
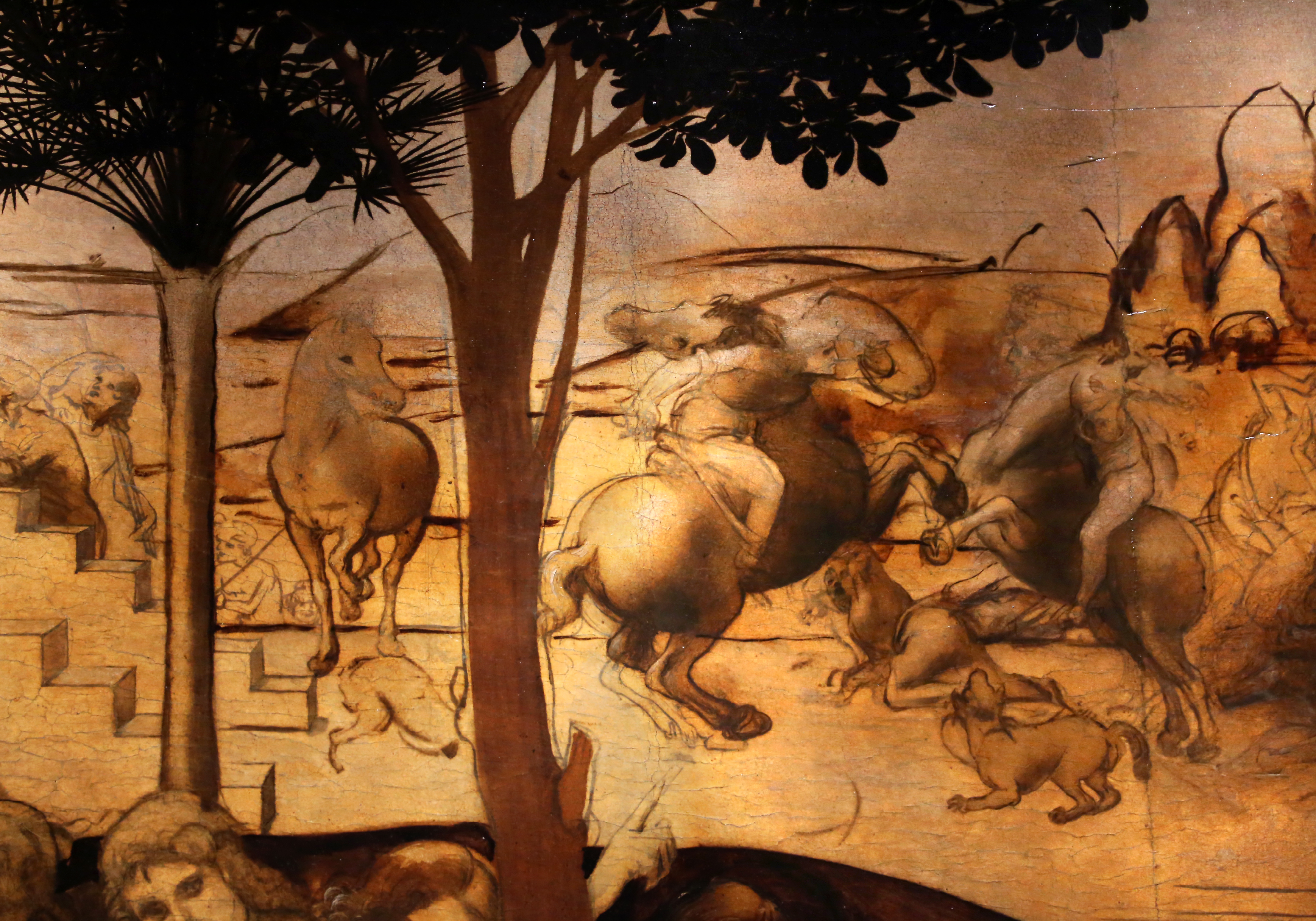
Walczący jeźdźcy

## Powstanie obrazu
Na początku 1481 roku klasztor augustiański San Donato w Scopeto koło Florencji zlecił Leonardowi namalowanie dużego obrazu ołtarzowego. Leonardo prawdopodobnie otrzymał zlecenie dzięki swojemu ojcu Ser Pierowi da Vinci, który od 1479 roku współpracował z klasztorem. Wstępna umowa została przygotowana w marcu 1481 roku. Zgodnie z nią Leonardo miał ukończyć dzieło oraz ozdobić tarczę klasztornego zegara najpóźniej w ciągu trzydziestu miesięcy. Obraz miał być umieszczony ponad głównym ołtarzem kościoła.
Za niewywiązanie się z umowy augustianie mogli postąpić z obrazem wedle uznania, a Leonardo miał być pozbawiony praw do dzieła. Leonardo zamiast zaliczki pieniężnej otrzymał od zakonników jedną trzecią posiadłości w Val d’Este na południe od Florencji, którą klasztor odziedziczył od Simona, ojca brata Francisco. Posiadłość była niezbywalna na czas prac, jednak Leonardo po ukończeniu obrazu miał otrzymać prawo odsprzedaży posiadłości augustianom za kwotę trzystu florenów. Materiały do pracy Leonardo musiał kupić z własnych oszczędności. Umowa zakładała również, że Leonardo wypłaci posag w wysokości 150 florenów córce Salvestra di Giovanni. Tak nietypowe zapisy w umowie wynikały z obaw o porzucenie prac przez Leonarda, który już wtedy był znany jako artysta porzucający niedokończone dzieła. Za wynegocjowanie umowy Ser Piero da Vinci miał otrzymać w ramach zapłaty dwa kurczaki.
Podczas prac nad obrazem Leonardo znajdował się w ciężkiej sytuacji finansowej. W czerwcu 1481 roku poprosił klasztor o wypłacenie posagu córce Salvestra di Giovanni, gdyż sam nie był w stanie wywiązać się z zobowiązania. Za tę przysługę Leonardo został obciążony kwotą dwudziestu ośmiu florenów. W następnych miesiącach Leonardo był winny zakonnikom sum za zakup pigmentów na obraz. W tym samym miesiącu Leonardo ozdobił zakonnikom zegar klasztorny, za co otrzymał zapłatę w postaci ładunku chrustu i ładunku dużych bierwion. W sierpniu Leonardo był winny klasztorowi również jeden korzec ziarna, który woźnica dostarczył Leonardowi do domu (prawdopodobnie do posiadłości w Val d’Este). Według dokumentu z 28 września 1481 roku Leonardo był również winny zakonnikom pieniądze za jedną beczkę cynobrowego wina.

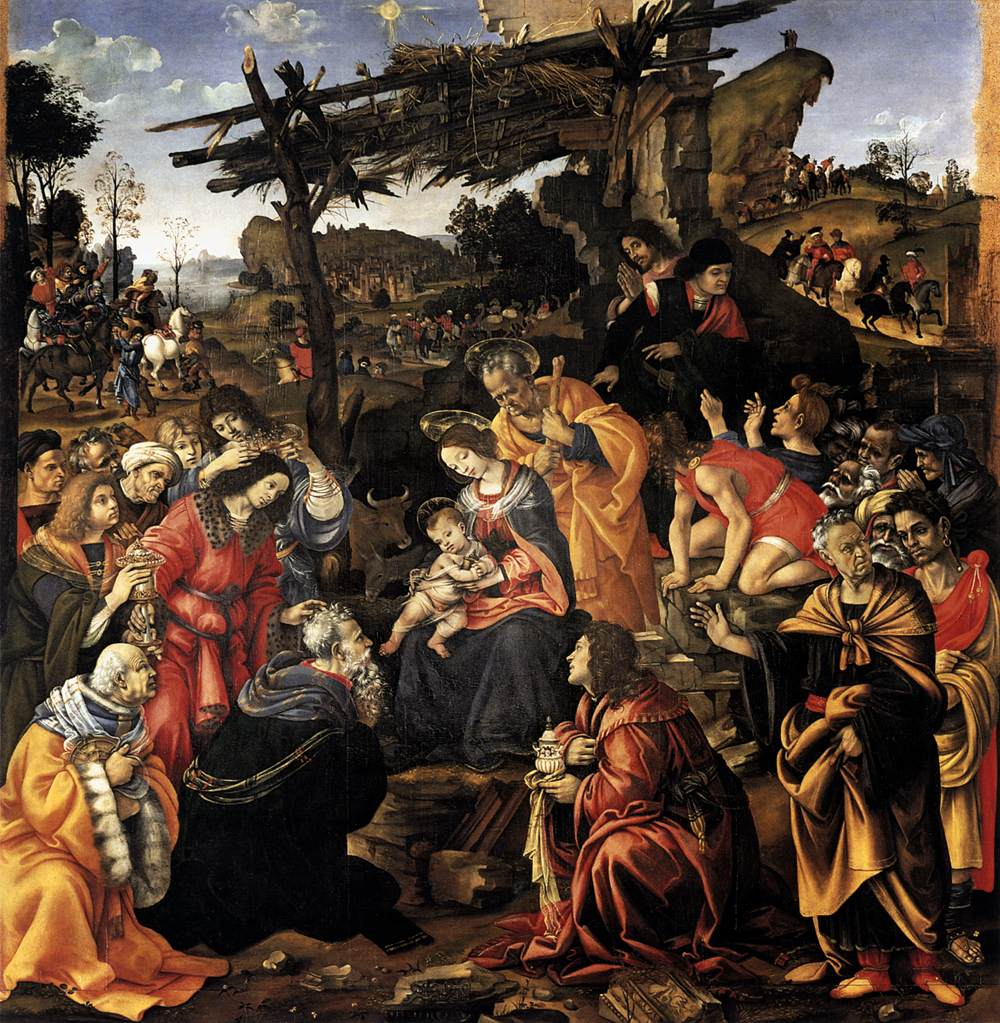
Pokłon Trzech Króli Lippiego

Obraz nie został ukończony. W 1482 roku Leonardo wyjechał do Mediolanu. Nie wiadomo dokładnie, jaka była historia obrazu po 1482 roku. Prawdopodobnie w następnych latach Leonardo nie kontynuował prac nad obrazem. Podejrzewano, że na obrazie został uwieczniony most w Konstantynopolu, który Leonardo zaprojektował w 1503 roku dla sułtana Bajazyda II. Zakonnicy zlecili Filippino Lippiemu namalowane nowego Pokłonu Trzech Króli. Lippi wywiązał się z zadania, jego obraz umieszczono w kościele w 1496 roku.
Giorgio Vasari w drugim wydaniu Żywotów najsławniejszych malarzy, rzeźbiarzy i architektów z 1568 roku ocenia Pokłon Trzech Króli jako bardzo piękny, zwłaszcza w części głów. Vasari zapisał, że widział ten obraz w domu Amerigo Benciego we Florencji. Pisarz tłumaczył porzucanie dzieł Leonarda tym, że jego pomysły i koncepcje były tak delikatne i przedziwne, że niemożliwe było ich ukończenie bez błędów. Przed 1621 rokiem obraz należał do Medyceuszy. 
W 1916 roku historyk sztuki Bernard Berenson zdefiniował obraz jako szczęśliwie niedokończony. W 1950 roku Julien Segnaire orzekł, że Leonardo pozostawił obraz niedokończony gdyż uznał, że znalazł już to, czego szukał. Kenneth Clark orzekł, że dzieło stanowi najbardziej rewolucyjny i antyklasyczny obraz w całym XV wieku.
W 2001 roku Galeria Uffizi ogłosiła plan odrestaurowania obrazu. Pracom sprzeciwił się profesor James Beck z Uniwersytetu Columbia argumentując, że Pokłon Trzech Króli jest obrazem zbyt delikatnym, by można było podjąć się renowacji. Pod koniec 2001 roku Galleria Uffizi zleciła Mauriziowi Seraciniemu analizę technologiczną obrazu. Analiza została ukończona rok później. Na podstawie analizy przeprowadzonej przez Maruzia Seraciniego w 2002 roku wykazano, że Leonardo zaczął prace od wbicia gwoździa w środek zagruntowanej tablicy. Do gwoździa był przywiązany sznurek. Po stworzeniu tła Leonardo zaczął tworzyć sylwetki postaci. Seracini poinformował, że brązowe warstwy wierzchnie nie zostały wykonane przez Leonarda. Górna warstwa brązowej farby przeniknęła do wcześniejszej monochromatycznej. Brązowa farba wsiąkła do powstałych wcześniej szczelin i pęknięć. W wyniku trwających wcześniej kontrowersji i ogłoszenia badań przez Seraciniego Galleria Uffizi czasowo zrezygnowała z odnowienia obrazu.
W 2011 roku Galeria Uffizi zleciła florenckiemu instytutowi Opificio delle Pietre Dure renowację obrazu. Pracę rozpoczęły się w październiku 2012 roku. Pracę zakończono w 2017 roku. Podczas prac usunięto wiele warstw starych werniksów oraz niewielkie przemalowania nałożone przez późniejszych malarzy. Po renowacji obraz stał się jaśniejszy i bardziej zróżnicowany.